# Águas de São Pedro
Águas de São Pedro – miasto w południowo-wschodniej Brazylii, w stanie São Paulo. Około 2 tys. mieszkańców.

## Miasta partnerskie
- Cubatão (Brazylia)
- Molinaseca (Hiszpania)

## Religia
Chrześcijaństwo jest obecne w mieście w następujący sposób:

### Kościół Katolicki
Kościół katolicki w gminie jest częścią Diecezja Piracicaba.

### Kościół Protestancki
W mieście obecne są najróżniejsze wyznania ewangeliczne, głównie zielonoświątkowe, w tym m.in. Zbory Boże Brazylii (największy kościół ewangelicki w kraju), Zbór Brazylii lub Kongregacja Chrześcijan. Te nominały rosną coraz bardziej w całej Brazylii.